# Walter Körte (Wasserbauingenieur)

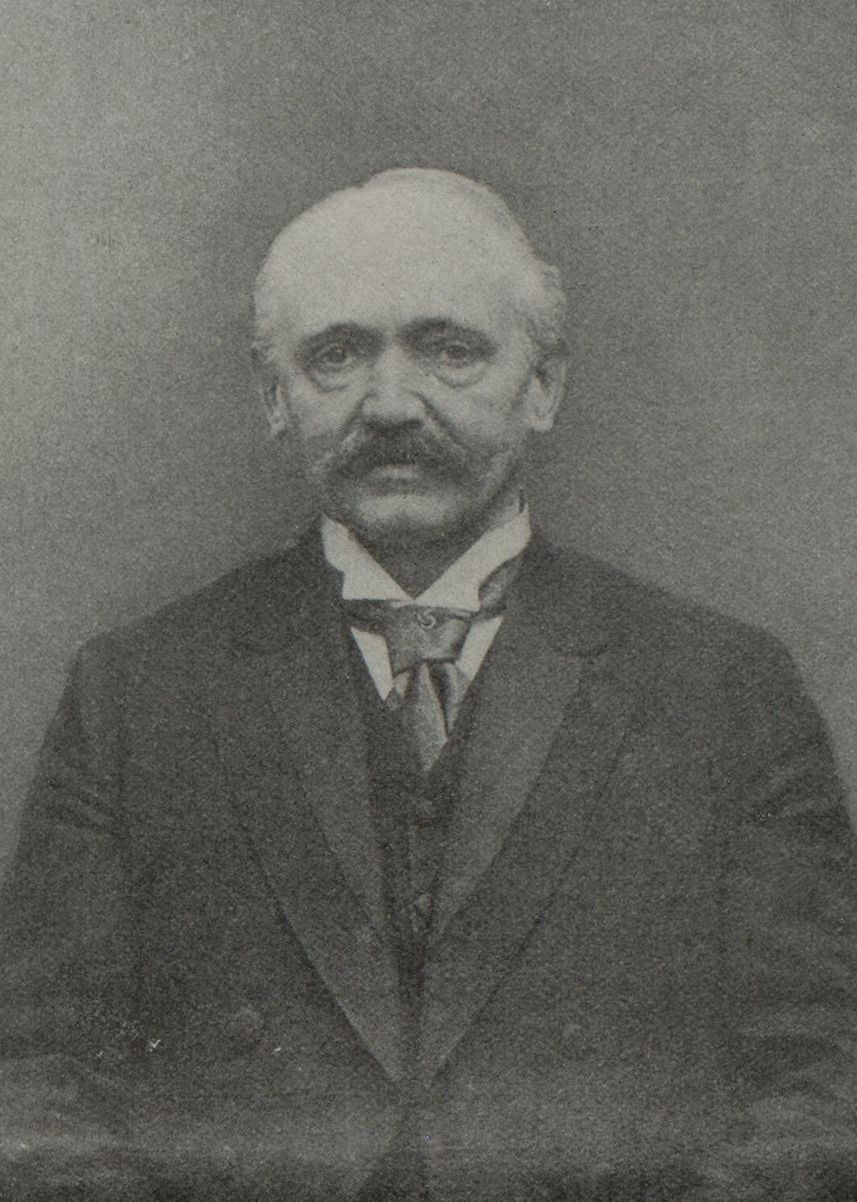
Walter Körte

Walter Leberecht Körte (* 13. Februar 1855 in Flatow, Westpreußen; † 8. Mai 1914) war ein deutscher Wasserbauingenieur und Begründer der deutschen Seezeichenwissenschaft.

## Leben
Walter Körte wurde am 13. Februar 1855 als jüngster Sohn eines Verwaltungsjuristen in Flatow in Westpreußen geboren; sein Vater, damals noch Rechtsanwalt, wurde später stellvertretender Präsident des Reichseisenbahnamts. Walter Körte absolvierte seine Gymnasialzeit in Glogau und Bromberg und legte 1872 das Abitur ab. 1873 absolvierte er ein Bauelevenjahr in Berlin bei den Architekten Knoblauch und Wex, um dann mit dem Studium zu beginnen. Nach seinem Studium an der Berliner Bauakademie und einjähriger Militärdienstzeit bei einem Garde-Grenadierregiment wirkte er von 1877 bis 1879 als Regierungsbauführer beim Bau der Moselbahn mit.
Nachdem er Ende 1882 die Baumeisterprüfung bestanden hatte und in der preußischen Verwaltung keine Planstelle offen war, ging er nach Bremen und übernahm die örtliche Bauleitung beim Bau des Leuchtturms Roter Sand. Ein Vorgängerbau dieses Leuchtturms, der auf schwierigem Terrain errichtet werden musste, war durch einen Sturm zerstört worden. Körte musste während des Leuchtturmbaus auf einem Dampfer leben und fasste in dieser Zeit Interesse für das Thema Seezeichen. Außerdem entstand in dieser Zeit eine Arbeit über Knickfestigkeit. Nachdem der Leuchtturm Roter Sand vollendet worden war, arbeitete Körte, 1886 in den preußischen Staatsdienst zurückgekehrt, an der Befeuerung der Unterweser und der Unterems; insgesamt baute er dabei fünf weitere Leuchttürme.
Ab 1891 arbeitete Körte im Technischen Büro des Ministeriums der öffentlichen Arbeiten. Er entwarf hier die Befeuerung für die Flensburger Förde und für das Leuchtfeuer von Kahlberg.
1892 wurde er zum Wasserbauinspektor ernannt und beriet den kaiserlichen Kommissar bei den Vorarbeiten zur Weltausstellung in Chicago. Eigentlich hätte er anschließend ein Amt in Washington antreten sollen, wurde dann aber aus Gesundheitsgründen deutschen Gesandtschaften in Den Haag und in Brüssel zugeteilt. In dieser Zeit unternahm er auch mehrere Studienreisen nach Frankreich und England. Als Leiter des Wasserbauamtes I in Berlin arbeitete Körte 1896 am Vorentwurf für den Umbau des Helgoländer Leuchtfeuers. 1899 wurde er Leiter des technischen Büros und ein Jahr später, am 1. April 1900, Referatsleiter für das gesamte Seezeichenwesen.
In dieser Zeit wurde auch ein Seezeichenversuchszentrum im Stadtbahnbogen in der Lüneburger Straße in Berliner Tiergarten eingerichtet, welches sich mit allen technischen Neuerungen des Seezeichenwesens beschäftigte.
Auch beschäftigte sich Körte damit, elektrische Wellen für den Nebelsignaldienst nutzbar zu machen.
Walter Körte arbeitete eng mit dem Goslarer Seezeichenfabrikanten Wilhelm Weule zusammen, der 1896 eine Fabrik für optische und mechanische Apparate gründete. Diese Fabrik stellte Linsen für Positionslaternen und Fresneloptiken für die Seebefeuerung her.
Gemeinsam verbesserten sie die Fresnel-Optik, indem sie die katadioptrischen Profile änderten und so die Ablenkungsfehler verringerten. Diese neue Optik wird als Körte-Spiegel bezeichnet und wurde zuerst im Leuchtturm Kap Arkona auf Rügen eingebaut.
Später entwickelte Körte die Preußische Bogenlampe, die über einen Kohlestift verfügte, der automatisch nach oben geschoben wurde. Dadurch konnte die Lichtquelle immer im Brennpunkt gehalten werden. Diese Technik blieb auf den Leuchttürmen Arngast, Wangerooge und Westerhever bis in die 1960er Jahre im Einsatz.
1914 wurde Walter Körte die Goldene Medaille der Preußischen Akademie des Bauwesens verliehen, „in Würdigung der großen Verdienste, die er sich im Seezeichenwesen durch wissenschaftliche Forschungen und erfolgreiche Versuche zur Vervollkommnung der Lichtquellen der optischen Apparate der Leuchtfeuer wie der Nebel und Schallsignale erworben hat“.

## Auszeichnungen
- 1911 Königlicher Preußischer Kronenorden II. Klasse[6]
- 1913 Medaille für Verdienste um das Bauwesen in Silber[7]
- 1914 Goldene Medaille der Preußischen Akademie des Bauwesens
- 1914 Roter Adlerorden II. Klasse mit Eichenlaub
- Königlich belgischer Leopoldorden
- Ritterkreuz des Königlich niederländischen Ordens von Oranien-Nassau

Nach Walter Körte wurden zwei Tonnenleger benannt.

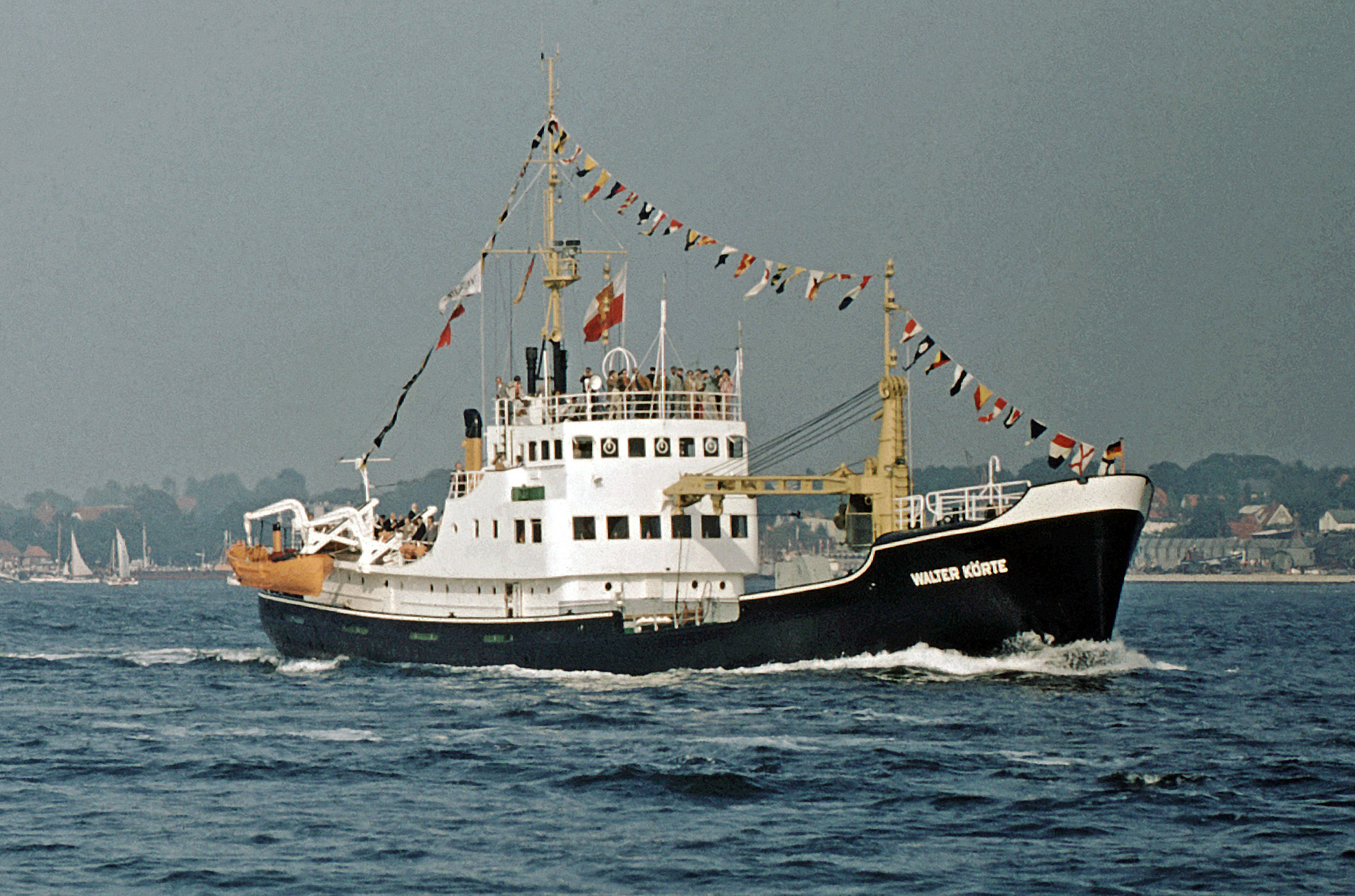
Die 1958 in Dienst gestellte Walter Körte

1926 wurde bei der Schiffbaugesellschaft Unterweser in Wesermünde-Lehe (heute Stadtteil von Bremerhaven) ein Tonnenleger gebaut und am 27. April 1926 auf den Namen Walter Körte getauft. Im selben Jahr wurde der Seezeichendampfer (368 BRT) an das Hafenbauamt Swinemünde abgeliefert. Am 29. Dezember 1944 sank das Schiff im Minenfeld „Geranium 2“ vor Swinemünde.
Im Juni 1957 wurde von der Jadewerft Wilhelmshaven für das Wasserstraßenmaschinenamt Rendsburg der Tonnenleger Walter Körte als Baunummer 41 auf Kiel gelegt. Die Ablieferung sollte am 4. April 1958 erfolgen. Im April wurde der Tonnenleger für das WBA Brunsbüttelkoog in Dienst gestellt. Dieser Tonnenleger gehörte zu den ersten, für den die besatzungsbedingten Baubeschränkungen gefallen waren. Die Anforderungen an das Schiff hat der für den Bau verantwortliche Referatsleiter in der Wasser- und Schifffahrtsverwaltung H. Waas (1906–1991) ausführlich dargelegt.